# Asclepias humistrata
Asclepias humistrata ist eine Pflanzenart der Gattung Seidenpflanzen (Asclepias) aus der Unterfamilie der Seidenpflanzengewächse (Asclepiadoideae).

## Merkmale

### Vegetative Merkmale
Asclepias humistrata ist eine ausdauernde, krautige, aufrecht wachsende oder auch nieder liegende Pflanze mit einem tief reichenden, eng-spindeligem Wurzelstock. Die einfachen Triebe sind steif, 20 bis 40 cm (bis 90 cm) hoch, graugrün und kahl. Die gegenständigen Blätter sind ungestielt. Die Blattspreiten sind sehr breit-eiförmig und sind 5 bis 12 cm lang und 3 bis 10 cm breit. Das äußere Ende ist breit zugespitzt bis stumpfwinklig gespitzt, die Basis tief-herzförmig und stängelumfassend. Sie sind leicht sukkulent und kahl, die Blattadern heben sich durch ihre gewöhnlich rötliche oder purpurne Farbe von der graugrünen Grundfarbe der Blätter deutlich ab.

### Blütenstand und Blüten
Die wenig- bis vielblütigen, kompakten, gestielten Blütenstände sind endständig und entspringen gewöhnlich seitlich den obersten Nodien. Die schlanken Blütenstandstiele werden 4 bis 6 cm lang. Die fünfzähligen zwittrigen Blüten sind zygomorph und besitzen eine doppelte Blütenhülle. Die Blütenstiele sind 1 bis 3 cm lang. Die Blüte ist eher klein mit lanzettlichen, 2,5 bis 3 mm langen Kelchblättern. Die Blütenkrone ist radförmig mit stark zurück gebogenen, rosé-purpurfarbenen, 5 bis 6 mm langen Kronblattzipfeln. Die einreihige, blass cremefarbene bis purpurfarbene Nebenkrone ist kurz gestielt, der Stiel ist breit verkehrtkonisch und misst ungefähr 1 mm in der Länge und 1,5 bis 2 mm in der Breite. Die kapuzenförmigen Zipfel sind breit-eiförmig und etwa 3 mm lang. Der hornförmige Sekundärfortsatz an der Innenseite der Zipfel liegt gewöhnlich an den Zipfeln an. Er ist sichelförmig, etwas kürzer als die Zipfel und nach innen gekrümmt. Der 1,5 bis 2 mm lange Griffelkopf ist konisch geformt mit einer abgeflachten Oberseite.

### Früchte und Samen
Die schmal-spindeligen, paarigen Balgfrüchte stehen aufrecht und sind 9 bis 10 cm lang und 1,5 bis 2 cm dick. Die Oberfläche ist glatt und kahl. Die Samen sind breit-eiförmig, etwa 8 mm lang und besitzen einen weißen, 3,1 bis 3,5 cm langen Haarschopf.

## Geographische Verbreitung und (Syn-)Ökologie
Das Verbreitungsgebiet der liegt befindet sich im Wesentlichen in den südöstlichen USA (Alabama, Florida, Georgia, Louisiana, Mississippi, North Carolina und South Carolina). Sie wächst dort auf Sanddünen, trockenen lichten Eichenwäldern und lichten Pinienwäldchen auf gut durchlässigen, sandigen Böden. Sie blüht von April bis Juli. Sie ist Nahrungspflanze für die Raupen des Monarchfalters (Danaus plexippus) und des Danaus gilippus sowie der Bärenspinner-Arten Cycnia tenera und Cycnia inopinata.

## Taxonomie und Systematik
Das Taxon wurde von Thomas Walter 1788 erstmals beschrieben. André Michaux beschrieb sie fälschlicherweise unter dem Namen Asclepias amplexicaulis. Die Plant List akzeptiert das Taxon als gültige Art. Asclepias humistrata hybridisiert gelegentlich mit Asclepias amplexicaulis.

## Belege